# The Good in Him
The Good in Him è un cortometraggio muto del 1915 scritto e diretto da Paul Powell.

## Produzione
Il film fu prodotto dalla Lubin Manufacturing Company.

## Distribuzione
Distribuito dalla General Film Company, il film - un cortometraggio in una bobina - uscì nelle sale USA il 5 marzo 1915.